# O Rosal (Orense)
O Rosal es un lugar situado en la parroquia de Oimbra, del municipio español de Oimbra, en la provincia de Orense, Galicia.

## Demografía
| Gráfica de evolución demográfica de O Rosal entre 2000 y 2023 |
|                                                               |
| Datos según el nomenclátor publicado por el INE.              |